# La Colorada (Los Santos)
La Colorada es un corregimiento ubicado en el distrito de Los Santos en la provincia panameña de Los Santos. En el año 2010 tenía una población de 1030 habitantes y una densidad poblacional de 49,8 personas por km².

## Toponimia y gentilicio
Del lat. colorātus, de colorāre 'colorar que significa rojo. En esta caso toma su nombre del color rojizo de sus terrenos.

## Geografía física
La Colorada se encuentra ubicada en las coordenadas 7.8276°N 80.5583°W. De acuerdo con los datos del INEC el corregimiento posee un área de 20.7 km².

## Demografía
De acuerdo con el censo del año 2010, el corregimiento tenía una población de unos 1030 habitantes. La densidad poblacional era de 49,8 habitantes por km². 